# A Través de Flandes 2022
La 76.ª edición de la clásica ciclista A Través de Flandes (nombre oficial en neerlandés: Dwars door Vlaanderen) fue una carrera en Bélgica que se celebró el 30 de marzo de 2022 con inicio en la ciudad de Roeselare y final en la ciudad de Waregem sobre un recorrido de 183,7 kilómetros.
La carrera formó parte del UCI WorldTour 2022, el calendario ciclista de máximo nivel mundial profesional, siendo la undécima carrera de dicho circuito y fue ganada por el neerlandés Mathieu van der Poel del Alpecin-Fenix. Completaron el podio, como segundo y tercer clasificado respectivamente, el belga Tiesj Benoot del Jumbo-Visma y el británico Thomas Pidcock del INEOS Grenadiers.

## Equipos participantes
Tomaron parte en la carrera 25 equipos: 18 de categoría UCI WorldTeam y 7 de categoría UCI ProTeam. Formaron así un pelotón de 171 ciclistas de los que acabaron 108. Los equipos participantes fueron:
| WorldTeams (18)- AG2R Citroën Team - Astana Qazaqstan Team - Bahrain Victorious - Bora-Hansgrohe - Cofidis - EF Education-EasyPost - Groupama-FDJ - Ineos Grenadiers - Intermarché-Wanty-Gobert Matériaux - Israel-Premier Tech - Jumbo-Visma - Lotto-Soudal - Movistar Team - Quick-Step Alpha Vinyl - BikeExchange-Jayco - Team DSM - Trek-Segafredo - UAE Team Emirates ProTeams (7)- Alpecin-Fenix - Arkéa-Samsic - B&B Hotels-KTM - Bingoal Pauwels Sauces WB - TotalEnergies - Sport Vlaanderen-Baloise - Uno-X Pro Cycling Team |
| |

## Clasificaciones finales
- Las clasificaciones finalizaron de la siguiente forma:[2]

### Clasificación general
| \| Clasificación general \| Clasificación general \| Clasificación general \| Clasificación general \| Clasificación general \| \| Ciclista \| Ciclista \| Equipo \| Tiempo \| \| \| --------------------- \| --------------------- \| --------------------- \| --------------------- \| --------------------- \| \| 1.º \| Mathieu van der Poel \| Alpecin-Fenix \| 4 h 05 min 39 s \| \| \| 2.º \| Tiesj Benoot \| Jumbo-Visma \| + 1 s \| \| \| 3.º \| Thomas Pidcock \| Ineos Grenadiers \| + 5 s \| \| \| 4.º \| Victor Campenaerts \| Lotto-Soudal \| + 5 s \| \| \| 5.º \| Nils Politt \| Bora-Hansgrohe \| + 5 s \| \| \| 6.º \| Stefan Küng \| Groupama-FDJ \| + 5 s \| \| \| 7.º \| Kelland O'Brien \| BikeExchange-Jayco \| + 5 s \| \| \| 8.º \| Ben Turner \| Ineos Grenadiers \| + 12 s \| \| \| 9.º \| Jan Tratnik \| Bahrain Victorious \| + 2 min 08 s \| \| \| 10.º \| Tadej Pogačar \| UAE Team Emirates \| + 2 min 08 s \| \| |                      |                    |                 |
| |                      |                    |                 |
| Fuente: ProCyclingStats |                      |                    |                 |
| Clasificación general |                      |                    |                 |
| Ciclista | Ciclista             | Equipo             | Tiempo          |
| 1.º | Mathieu van der Poel | Alpecin-Fenix      | 4 h 05 min 39 s |
| 2.º | Tiesj Benoot         | Jumbo-Visma        | + 1 s           |
| 3.º | Thomas Pidcock       | Ineos Grenadiers   | + 5 s           |
| 4.º | Victor Campenaerts   | Lotto-Soudal       | + 5 s           |
| 5.º | Nils Politt          | Bora-Hansgrohe     | + 5 s           |
| 6.º | Stefan Küng          | Groupama-FDJ       | + 5 s           |
| 7.º | Kelland O'Brien      | BikeExchange-Jayco | + 5 s           |
| 8.º | Ben Turner           | Ineos Grenadiers   | + 12 s          |
| 9.º | Jan Tratnik          | Bahrain Victorious | + 2 min 08 s    |
| 10.º | Tadej Pogačar        | UAE Team Emirates  | + 2 min 08 s    |

## Ciclistas participantes y posiciones finales
Convenciones:
- AB: Abandono
- FLT: Retiro por llegada fuera del límite de tiempo
- NTS: No tomó la salida
- DES: Descalificado o expulsado

## UCI World Ranking
La A través de Flandes otorgó puntos para el UCI World Ranking para corredores de los equipos en las categorías UCI WorldTeam, UCI ProTeam y Continental. Las siguientes tablas son el baremo de puntuación y los diez corredores que obtuvieron más puntos:
| Posición   | 1.º | 2.º | 3.º | 4.º | 5.º | 6.º | 7.º | 8.º | 9.º | 10.º | 11.º | 12.º | 13.º | 14.º | 15.º-20.º | 21.º-30.º | 31.º-50.º | 51.º-55.º | 56.º-60.º |
| Puntuación | 300 | 250 | 215 | 175 | 120 | 115 | 95  | 75  | 60  | 50   | 40   | 35   | 30   | 25   | 20        | 12        | 5         | 2         | 1         |

| Clasificación |                      |                    |        |
| Posición      | Ciclista             | Equipo             | Puntos |
| ------------- | -------------------- | ------------------ | ------ |
| 1.º           | Mathieu van der Poel | Alpecin-Fenix      | 300    |
| 2.º           | Tiesj Benoot         | Jumbo-Visma        | 250    |
| 3.º           | Thomas Pidcock       | INEOS Grenadiers   | 215    |
| 4.º           | Victor Campenaerts   | Lotto Soudal       | 175    |
| 5.º           | Nils Politt          | Bora-Hansgrohe     | 120    |
| 6.º           | Stefan Küng          | Groupama-FDJ       | 115    |
| 7.º           | Kelland O'Brien      | BikeExchange-Jayco | 95     |
| 8.º           | Ben Turner           | INEOS Grenadiers   | 75     |
| 9.º           | Jan Tratnik          | Bahrain Victorious | 60     |
| 10.º          | Tadej Pogačar        | UAE Emirates       | 50     |